# 朱茂暻
朱茂暻（1618年—1647年），字子莊，號旭序，浙江嘉興府秀水縣人，明朝、南明政治人物。

## 生平
朱茂暻是武英殿大學士朱國祚嫡孫，太學生朱大治之子，崇禎九年（1636年）以弱冠之年中舉人，崇禎十三年（1640年）成進士，授江西宜春縣知縣。崇禎十五年（1642年），任鄉試考官，取錄王師夔等人。其時流寇蹂躪袁州、吉安，朱茂暻八次上請當地為兵食扼要機宜，得旨由撫按實施；流寇宋子鳳、蔡全六攻城、天井盜賊出沒，他親自迎戰，率領軍隊直搗對方巢穴，唯未及晉升就以邊境事宜去任。不久，他陞任兵部駕部司主事，因變亂未能就任。
弘光時，轉兵部職方司主事。南京失守後，鄉居數年卒。適逢王師夔任嘉興府知府，捐俸將其安葬。

## 引用
1. ↑  《崇禎十三年庚辰科進士三代履歷》：朱茂暻。曾祖儒，资政大夫、太医院使，累赠光禄大夫、大学士，崇祀乡贤。祖国祚，癸未状元，光禄大夫、少傅、大学士，赠太傅，谥文恪，崇祀乡贤耑祠。父大冶，官生。旭序。《书》一房。丙寅年八月十二日生。太医院籍，浙江嘉兴府秀水县人。丙子七十三名，会试一百八十名，三甲一百六十九名。兵部观政。
2. 1 2  錢海岳《南明史·卷八十三·列傳第五十九》：（朱大定）兄子：茂暻，字子莊，崇禎十三年進士。授宜春知縣，擒宋子鳳、蔡全六，平天井窩盜。弘光時，遷職方主事。……皆布衣蔬食。
3. ↑  康熙《秀水縣志·卷四》：崇禎九年丙子科（舉人）……朱茂暻 國祚孫 ……崇禎十三年庚辰科（進士）……朱茂暻知縣
4. ↑  康熙《秀水縣志·卷五》：朱茂暻，字子莊，文恪嫡孫。弱冠登賢書，越三年成進士，授宜春令；壬午分校，得士如王師夔輩皆名流。時流寇蹂躪袁吉間，茂暻請求兵食扼要之宜，上八欵奉俞旨，下撫按行之。時流寇薄境，攻殺無完城，天井窩盜起，茂暻親冒矢石，率一旅搗其穴，未及題敘先以封疆議歸。尋擢駕部主事，遇亂不及任，避居村舍更數年卒；適王公師夔來守是郡，捐俸塟之。